# Кирейчиков Антон Вікторович
Анто́н Ві́кторович Кире́йчиков (11 червня 2000, с. Старошийка Житомирського району Житомирської області — 2 березня 2022) — старший солдат, військовослужбовець Збройних Сил України, учасник російсько-української війни, який загинув у ході російського вторгнення в Україну в 2022 році. Нагороджений орденом «За мужність» III ступеня (посмертно). 

## Життєпис
Народився 11 червня 2000 року у селі Старошийка Житомирської області. Проходив військову службу в підрозділі 128 ОГШБр Збройних Сил України.
Загинув 2 березня 2022 року (орієнтовно) поблизу с. Широкого, що у Василівському районі Запорізької області.

## Нагороди
- орден «За мужність» III ступеня (2022, посмертно) — за особисту мужність і самовіддані дії, виявлені у захисті державного суверенітету та територіальної цілісності України, вірність військовій присязі[1].